# Fragmentos (revista)

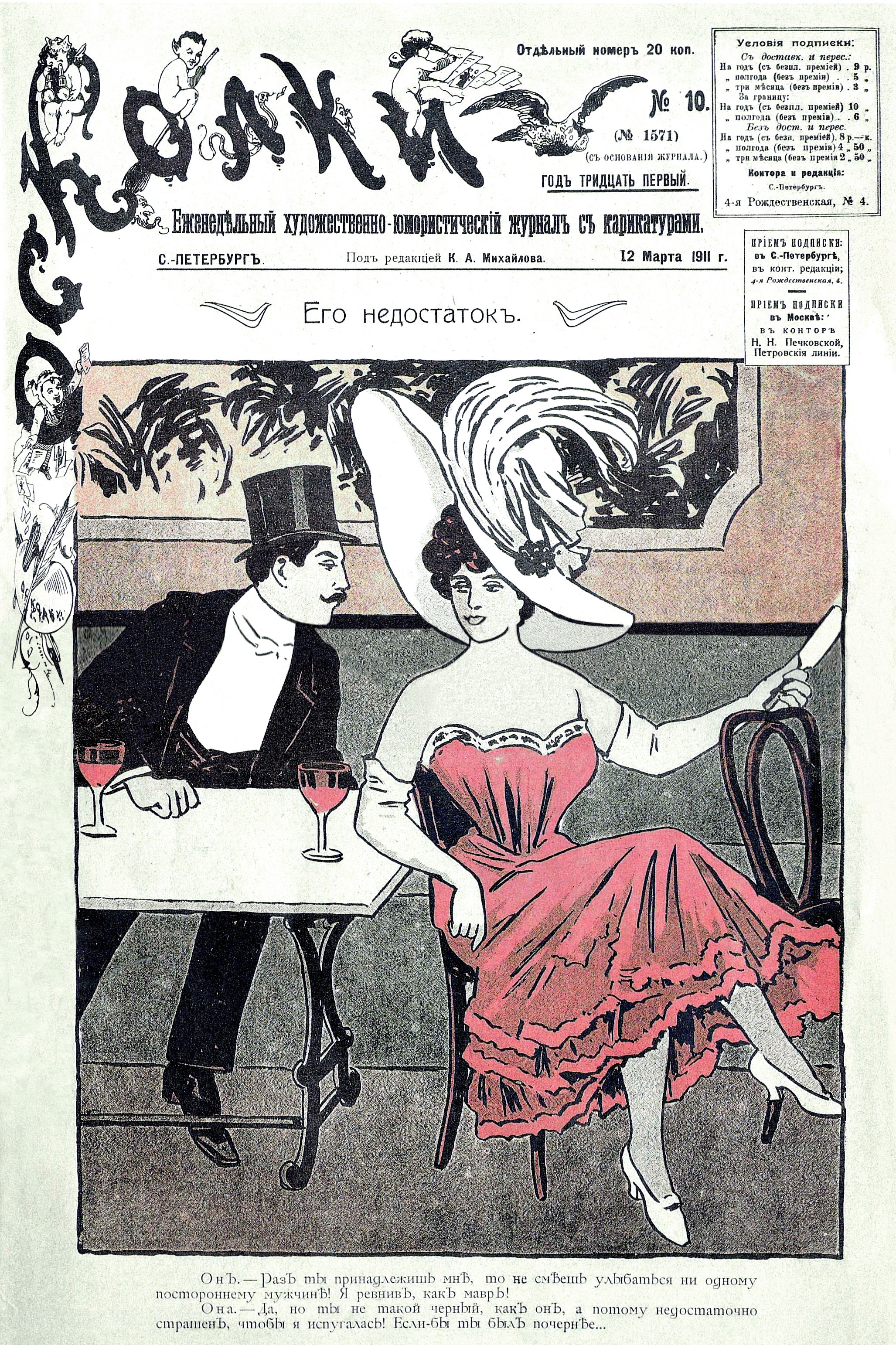
Fragmentos (Осколки)

Fragmentos (russo: Осколки) foi uma revista literária, artística e humorística com sede na cidade de São Petersburgo e de circulação semanal (semanário). Fundada em 1881, a revista ficou ativa até 1916.
Entre seus colaboradores, estão importantes nomes da literatura russa, como, Alexander Amfiteatrov, Vladimir Gilyarovsky, Pyotr Gnedich, Evgeny Kohn, Nikolai Leskov, Konstantin Lydov, Vladimir Mazurkevich, Liodor Palmin, Nikolay Poznyakov e desempenhou um papel importante no início da carreira de Anton Chekhov.